# Валгма
Валгма — река в Павловском районе Нижегородской области. Левый приток Кишмы. Протекает в безлесной холмистой закарстованной местности. Название происходит от финно-угорских корней «валг; валк» — «светлый; белый» и «ма; маа» — земля. Топоним, вероятно, указывает на светлый оттенок почвы в местах, где течёт река. Водоток непостоянный, в жаркие летние месяцы река пересыхает. Длина реки составляет около 10 км.